# Dewas Senior
1728 – 1948
Entités précédentes :
- Raj britannique

Entités suivantes :
- Inde

Dewas Senior est un ancien État princier des Indes qui partageait sa capitale, Dewas, avec l'État de Dewas Junior. Il fait aujourd'hui partie du Madhya Pradesh.

## Histoire
La famille régnante de Dewas Senior se réclame de la même ascendance que celle de Dewas Junior et de Dhar, c'est-à-dire l'ancienne dynastie de Pawar. La famille s'enorgueillit d'une lignée de 238 générations descendant de Agnipalak, qui aurait régné il y a 4 000 ans. Le légendaire Vikramaditya, le plus grand dirigeant de cette dynastie, aurait commencé son règne à Ujjain, dans le Mâlvâ, en -56.
Le territoire des anciens Pawar s'étendait au-delà de la Narmada et comprenait toute l'Inde centrale et occidentale, l'Indus formant leur frontière à l'ouest. Au cours des siècles, la famille aurait connu des fortunes diverses. Les descendants de Vikramaditya s'établirent râja de Bijolya, dans le Mewâr et à Dhâr dans le Mâlvâ, ils sont les ancêtres des maisons régnantes de Dewas et de Dhâr.
En 1728, le Pesha de Satara attribue la ville de Dewas ainsi que les villages des alentours à deux frères, Tukaji et Sivaji Pawar, des généraux victorieux de la conquête marathe de l'Inde centrale. L'État fut gouvernée conjointement par les descendants des deux frères durant près d'un siècle.
Les dirigeants du Dewas Senior signèrent avec la Compagnie anglaise des Indes orientales un traité d'alliance et d'amitié en 1818.

## Dirigeants: Râja puis Mahârâja
- Râja
  - 1728 - 1753 : Tukojî Râo I Pawar
  - 1753 - 1789 : Krishnajî Râo I Pawar
  - 1789 - 1824 : Tukojî Râo II Pawar (1783-1827)
  - 1827 - 1860 : Rokmangad Râo Pawar « Khasi Sahib » (1821-1860)
  - 1860 - 1899 : Krishnajî Râo III Pawar « Baba Sahib » (1849-1899)
  - 1900 - 1918 : Tukajî Râo III Pawar (en) « Kesho Râo Bapu Sahib » (1888-1937)
- Mahârâja
  - 1918 - 1937 : Tukajî Râo III Pawar (en) « Kesho Râo Bapu Sahib »
  - 1937 - 1947 : Vikramasimha Râo Pawar (en) (1910-1983), abdiqua le trône de Dewas Senior pour accéder à celui de Kolhapur sous le nom de Shahaji II
  - 1947 - 1948 : Krishnajî III Râo Pawar (en) (1932-1999)
- Mahârâja titulaire
  - 1948 - 1994 : Krishnajî III Râo Pawar (en) (1932-1999)
  - 1994 - 2015 : Tukajî Râo III Pawar (en) (1963-2015)
  - Depuis 2015 : Vikram Singh Rao II Pawar (en) (né en 1989)